# Оланча (Каліфорнія)
Оланча (англ. Olancha) — переписна місцевість (CDP) в США, в окрузі Іньйо штату Каліфорнія. Населення — 131 особа (2020).

## Географія
Оланча розташована за координатами 36°16′11″ пн. ш. 118°0′5″ зх. д. / 36.26972° пн. ш. 118.00139° зх. д. (36.269787, -118.001258).  За даними Бюро перепису населення США в 2010 році переписна місцевість мала площу 20,39 км², з яких 20,31 км² — суходіл та 0,08 км² — водойми.

## Демографія
Згідно з переписом 2010 року, у переписній місцевості мешкали 192 особи в 78 домогосподарствах у складі 50 родин. Густота населення становила 9 осіб/км².  Було 97 помешкань (5/км²).
Расовий склад населення:
| - 69,3 % — білих - 4,2 % — азіатів - 2,1 % — корінних американців - 19,8 % — осіб інших рас |

До двох чи більше рас належало 4,7 %. Частка іспаномовних становила 24,5 % від усіх жителів.
За віковим діапазоном населення розподілялося таким чином: 22,9 % — особи молодші 18 років, 59,9 % — особи у віці 18—64 років, 17,2 % — особи у віці 65 років та старші. Медіана віку мешканця становила 47,2 року. На 100 осіб жіночої статі у переписній місцевості припадало 115,7 чоловіків;  на 100 жінок у віці від 18 років та старших — 120,9 чоловіків також старших 18 років.
Цивільне працевлаштоване населення становило 65 осіб. Основні галузі зайнятості: транспорт — 26,2 %, публічна адміністрація — 26,2 %, освіта, охорона здоров'я та соціальна допомога — 26,2 %.